# Servette Football Club Genève 1890 2018-2019
Questa voce raccoglie le informazioni riguardanti il Servette Football Club Genève 1890 nelle competizioni ufficiali della stagione 2018-2019.

## Stagione
Nella stagione 2018-2019 il Servette, allenato da Alain Geiger, concluse il campionato di Challenge League al 1º posto e fu promosso in Super League. In Coppa Svizzera il Servette fu eliminato al secondo turno dal Lucerna.

## Rosa
| N. |                                 | Ruolo | Calciatore          |
| -- | ------------------------------- | ----- | ------------------- |
| 1  | RD del Congo (bandiera)         | P     | Joël Kiassumbua     |
| 2  | Svizzera (bandiera)             | D     | Anthony Sauthier    |
| 3  | Svizzera (bandiera)             | D     | Christopher Routis  |
| 4  | Svizzera (bandiera)             | D     | Steve Rouiller      |
| 5  | Bolivia (bandiera)              | C     | Boris Cespedes      |
| 7  | Svizzera (bandiera)             | C     | Steven Lang         |
| 8  | Francia (bandiera)              | C     | Timothé Cognat      |
| 9  | Bosnia ed Erzegovina (bandiera) | C     | Miroslav Stevanović |
| 10 | Svizzera (bandiera)             | C     | Sébastien Wüthrich  |
| 12 | Guadalupa (bandiera)            | A     | Alexandre Alphonse  |
| 13 | Paesi Bassi (bandiera)          | A     | Alex Schalk         |
| 14 | Italia (bandiera)               | C     | Andrea Maccoppi     |
| 15 | Svizzera (bandiera)             | C     | Daniel Follonier    |
| 17 | Svizzera (bandiera)             | C     | Kwadwo Duah         |
| 18 | Costa d'Avorio (bandiera)       | A     | Koro Koné           |

| N. |                       | Ruolo | Calciatore         |
| -- | --------------------- | ----- | ------------------ |
| 19 | Francia (bandiera)    | D     | Yoan Severin       |
| 21 | Svizzera (bandiera)   | D     | Dennis Iapichino   |
| 22 | Brasile (bandiera)    | A     | Mychell Chagas     |
| 23 | Mauritania (bandiera) | D     | Sally Sarr         |
| 24 | Svizzera (bandiera)   | D     | Christopher Mfuyi  |
| 26 | Svizzera (bandiera)   | P     | João Castanheira   |
| 27 | Svizzera (bandiera)   | C     | Alexis Antunes     |
| 29 | Svizzera (bandiera)   | C     | Kastriot Imeri     |
| 32 | Svizzera (bandiera)   | P     | Jérémy Frick       |
| 33 | Svizzera (bandiera)   | D     | Robin Busset       |
| 35 | Svizzera (bandiera)   | D     | Ivann Strohbach    |
| 35 | Svizzera (bandiera)   | C     | Sebastien Ratcliff |
| 37 | Svizzera (bandiera)   | D     | Nicolas Vouilloz   |
| 38 | Svizzera (bandiera)   | C     | Mattia Sestito     |
|    | Svizzera (bandiera)   | C     | Ricardo Alves      |

## Organigramma societario
Area tecnica
- Allenatore: Alain Geiger
- Allenatore in seconda: Bojan Dimić
- Preparatore dei portieri:
- Preparatori atletici:

## Calciomercato

### Sessione estiva
| Acquisti | Acquisti           | Acquisti              | Acquisti |
| R.       | Nome               | da                    | Modalità |
| -------- | ------------------ | --------------------- | -------- |
| P        | Joël Kiassumbua    | Lugano                |          |
| A        | Koro Koné          | Boulogne              |          |
| D        | Yoan Severin       | Zulte Waregem         |          |
| A        | Alex Schalk        | Ross County           |          |
| C        | Kwadwo Duah        | Young Boys            |          |
| C        | Daniel Follonier   | Lucerna               |          |
| C        | Andrea Maccoppi    | Losanna               |          |
| C        | Timothé Cognat     | Olympique Lione (CFA) |          |
| D        | Steve Rouiller     | Lugano                |          |
| D        | Christopher Routis | Ross County           |          |

| Cessioni | Cessioni           | Cessioni        | Cessioni |
| R.       | Nome               | a               | Modalità |
| -------- | ------------------ | --------------- | -------- |
| C        | Dalibor Stevanović | Stade Nyonnais  |          |
| C        | Fabry Castro       | PAS Giannina    |          |
| D        | Luca Gazzetta      | Yverdon         |          |
| C        | Mirsad Hasanovic   | Tuzla City      |          |
| D        | William Le Pogam   | Neuchâtel Xamax |          |
| P        | Léo Lécureux       | Étoile Carouge  |          |
| D        | Nathan Cardoso     | Palmeiras       |          |
| D        | Ivann Strohbach    | Servette U-21   |          |
| D        | Timo Ribeiro       | Sion II         |          |
| A        | Matias Vitkieviez  | Étoile Carouge  |          |

### Sessione invernale
| Acquisti | Acquisti         | Acquisti | Acquisti |
| R.       | Nome             | da       | Modalità |
| -------- | ---------------- | -------- | -------- |
| D        | Dennis Iapichino | Livorno  |          |

| Cessioni | Cessioni       | Cessioni     | Cessioni |
| R.       | Nome           | a            | Modalità |
| -------- | -------------- | ------------ | -------- |
| D        | Baba Souare    | Grasshoppers |          |
| A        | Nedim Omeragic | Tuzla City   |          |

## Risultati

### Challenge League

#### Prima fase, girone di andata
| Arbitro: | Tschudi |

|  |           |                         |
|  | Marcatori | 17’ Routis 27’ Wüthrich |

| Arbitro: | Wolfensberger |

|  |           |                                    |
|  | Marcatori | 6’ Wüthrich 68’, 74’ (rig.) Chagas |

| Arbitro: | Hänni |

|                              |           |              |
| Breitenmoser 15’ Schäppi 58’ | Marcatori | 45’ Sauthier |

| Arbitro: | Erlachner |

|           |           |  |
| Tadić 70’ | Marcatori |  |

| Arbitro: | Wolfensberger |

|               |           |  |
| Koné 15’, 68’ | Marcatori |  |

| Arbitro: | Schärer |

|  |           |           |
|  | Marcatori | 8’ Loosli |

| Arbitro: | Jancevski |

|             |           |                |
| Caetano 61’ | Marcatori | 15’ Stevanović |

| Arbitro: | Tschudi |

|              |           |              |
| Alphonse 70’ | Marcatori | 75’ Siegrist |

| Arbitro: | Staubli |

|            |           |              |
| Turkeš 89’ | Marcatori | 43’ Alphonse |

#### Prima fase, girone di ritorno
| Arbitro: | Piccolo |

|                          |           |  |
| Wüthrich 39’ Antunes 90’ | Marcatori |  |

| Arbitro: | Horisberger |

|                                          |           |                |
| Stevanović 58’ Severin 83’ Follonier 90’ | Marcatori | 34’ Maierhofer |

| Arbitro: | Wolfensberger |

|                         |           |                                |
| Elvedi 26’ Chihadeh 66’ | Marcatori | 45’ Stevanović 90’, 90’ Chagas |

| Arbitro: | Cibelli |

|                                       |           |  |
| Wüthrich 15’, 42’ Demhasaj 72’ (aut.) | Marcatori |  |

| Arbitro: | San |

|              |           |                                      |
| Sliskovic 6’ | Marcatori | 18’ Schalk 49’ Alphonse 55’ Wüthrich |

| Arbitro: | Horisberger |

|                                        |           |           |
| Schalk 57’, 82’ Severin 73’ Chagas 90’ | Marcatori | 66’ Tadić |

| Arbitro: | Schärli |

|                                                           |           |               |
| Schalk 23’ Alphonse 27’, 51’ Wüthrich 57’ (rig.) Koné 90’ | Marcatori | 75’ Josipovic |

| Arbitro: | Tschudi |

|            |           |          |
| Zeqiri 78’ | Marcatori | 35’ Koné |

| Arbitro: | Cibelli |

|                                                                   |           |             |
| Schmied 51’ (aut.) Schalk 57’ (rig.) Follonier 89’ Stevanović 90’ | Marcatori | 43’ Rexhepi |

#### Seconda fase, girone di andata
| Arbitro: | Fähndrich |

|                       |           |  |
| Sauthier 23’ Duah 85’ | Marcatori |  |

| Arbitro: | Erlachner |

|                                |           |           |
| Milosavljević 23’ Guidotti 40’ | Marcatori | 9’ Schalk |

| Ginevra 16 febbraio 2019, ore 19:00 CET 21ª giornata | Servette | 0 – 0 referto | Wil | Stade de Genève (2 842 spett.)\| Arbitro: \| Klossner \| |
| Arbitro:                                             | Klossner |               |     |                                                          |

| Arbitro: | Wolfensberger |

|  |           |                                     |
|  | Marcatori | 45’ Iapichino 60’ Schalk 69’ Cognat |

| Arbitro: | Bieri |

|                                          |           |                                        |
| Neumayr 31’, 43’ (rig.) Mišić 90’ (rig.) | Marcatori | 56’ Rouiller 65’ Chagas 82’ Stevanović |

| Arbitro: | Piccolo |

|                                                                                    |           |                   |
| Alphonse 4’, 58’ Wüthrich 11’ (rig.) Stevanović 34’ Chagas 64’ (rig.) Maccoppi 84’ | Marcatori | 66’ (aut.) Routis |

| Arbitro: | von Mandach |

|                    |           |                         |
| Haile-Selassie 34’ | Marcatori | 90’ Chagas 90’ Wüthrich |

| Arbitro: | Cibelli |

|                                                         |           |                     |
| Schalk 13’ Stevanović 49’ Koné 70’ Imeri 83’ Chagas 88’ | Marcatori | 6’ Doumbia 90’ Isik |

| Arbitro: | Tschudi |

|  |           |                    |
|  | Marcatori | 26’ Koné 74’ Imeri |

#### Seconda fase, girone di ritorno
| Arbitro: | Gianforte |

|            |           |                   |
| Audino 31’ | Marcatori | 87’ (rig.) Chagas |

| Arbitro: | Staubli |

|                             |           |                     |
| Iapichino 23’ Koné 70’, 85’ | Marcatori | 5’ Padula 45’ Gomes |

| Arbitro: | Klossner |

|                                |           |                                           |
| Alves 13’ Sliskovic 38’ (rig.) | Marcatori | 31’ (aut.) Schättin 47’ Koné 54’ Wüthrich |

| Arbitro: | Fähndrich |

|            |           |                               |
| Schalk 26’ | Marcatori | 68’ Frontino 73’ Schindelholz |

| Arbitro: | Athbah |

|  |           |                       |
|  | Marcatori | 28’ Cognat 89’ Chagas |

| Arbitro: | San |

|                                      |           |                  |
| Stevanović 4’ Alphonse 74’ Imeri 77’ | Marcatori | 15’ (aut.) Frick |

| Arbitro: | Schärli |

|                                                          |           |                              |
| Stevanović 41’, 47’ Cespedes 50’ Rouiller 53’ Chagas 70’ | Marcatori | 57’, 78’ Turkeš 88’ Teixeira |

| Arbitro: | Turkeš |

|           |           |                                                |
| Tadić 48’ | Marcatori | 5’, 55’ Koné 37’ Chagas 59’ Follonier 82’ Duah |

| Arbitro: | Jancevski |

|                                                    |           |               |
| Stevanović 6’ Wüthrich 33’ Alphonse 45’ Chagas 75’ | Marcatori | 18’ Seferagic |

### Coppa Svizzera
| Arbitro: | Dégallier |

|  |           |                                                        |
|  | Marcatori | 24’, 50’ Alphonse 28’, 70’ Imeri 85’ Routis 89’ Cognat |

| Arbitro: | Jaccottet |

|                                                     |                      |                                         |
| Chagas 23’ Wüthrich 41’ Antunes 117’                | Marcatori            | 36’, 102’ Schwegler 68’ (aut.) Rouiller |
| Routis Schalk Follonier Cespedes Stevanović Antunes | Tiri di rigore 4 – 5 | Grether Voca Vargas Gvilia Eleke Wolf   |

## Statistiche

### Statistiche di squadra
| Competizione     | Punti | In casa | In casa | In casa | In casa | In casa | In casa | In trasferta | In trasferta | In trasferta | In trasferta | In trasferta | In trasferta | Totale | Totale | Totale | Totale | Totale | Totale | DR  |
| Competizione     | Punti | G       | V       | N       | P       | Gf      | Gs      | G            | V            | N            | P            | Gf           | Gs           | G      | V      | N      | P      | Gf     | Gs     | DR  |
| ---------------- | ----- | ------- | ------- | ------- | ------- | ------- | ------- | ------------ | ------------ | ------------ | ------------ | ------------ | ------------ | ------ | ------ | ------ | ------ | ------ | ------ | --- |
| Challenge League | 79    | 18      | 14      | 2       | 2       | 53      | 18      | 18           | 10           | 5            | 3            | 37           | 19           | 36     | 24     | 7      | 5      | 90     | 37     | +53 |
| Coppa Svizzera   | -     | 1       | 0       | 1       | 0       | 3       | 3       | 1            | 1            | 0            | 0            | 6            | 0            | 2      | 1      | 1      | 0      | 9      | 3      | +6  |
| Totale           | 79    | 19      | 14      | 3       | 2       | 56      | 21      | 19           | 11           | 5            | 3            | 43           | 19           | 38     | 25     | 8      | 5      | 99     | 40     | +59 |

### Andamento in campionato
| Giornata  | 1 | 2 | 3 | 4 | 5 | 6 | 7 | 8 | 9 | 10 | 11 | 12 | 13 | 14 | 15 | 16 | 17 | 18 | 19 | 20 | 21 | 22 | 23 | 24 | 25 | 26 | 27 | 28 | 29 | 30 | 31 | 32 | 33 | 34 | 35 | 36 |
| --------- | - | - | - | - | - | - | - | - | - | -- | -- | -- | -- | -- | -- | -- | -- | -- | -- | -- | -- | -- | -- | -- | -- | -- | -- | -- | -- | -- | -- | -- | -- | -- | -- | -- |
| Luogo     | T | T | T | T | C | C | T | C | T | C  | C  | T  | C  | T  | C  | C  | T  | C  | C  | T  | C  | T  | T  | C  | T  | C  | T  | T  | C  | T  | C  | T  | C  | C  | T  | C  |
| Risultato | V | V | P | P | V | P | N | N | N | V  | V  | V  | V  | V  | V  | V  | N  | V  | V  | P  | N  | V  | N  | V  | V  | V  | V  | N  | V  | V  | P  | V  | V  | V  | V  | V  |
| Posizione | 3 | 2 | 3 | 4 | 3 | 4 | 5 | 5 | 5 | 5  | 4  | 1  | 1  | 1  | 1  | 1  | 1  | 1  | 1  | 1  | 1  | 1  | 1  | 1  | 1  | 1  | 1  | 1  | 1  | 1  | 1  | 1  | 1  | 1  | 1  | 1  |

Legenda:

Luogo: C = Casa; T = Trasferta. Risultato: V = Vittoria; N = Pareggio; P = Sconfitta.

### Statistiche dei giocatori
| Giocatore      | Challenge League | Challenge League | Challenge League | Challenge League | Coppa Svizzera | Coppa Svizzera | Coppa Svizzera | Coppa Svizzera | Totale   | Totale | Totale      | Totale     |
| Giocatore      | Presenze         | Reti             | Ammonizioni      | Espulsioni       | Presenze       | Reti           | Ammonizioni    | Espulsioni     | Presenze | Reti   | Ammonizioni | Espulsioni |
| -------------- | ---------------- | ---------------- | ---------------- | ---------------- | -------------- | -------------- | -------------- | -------------- | -------- | ------ | ----------- | ---------- |
| A. Alphonse    | 25               | 9                | 2                | 1                | 2              | 2              | 0              | 0              | 27       | 11     | 2           | 1          |
| R. Alves       | 0                | 0                | 0                | 0                | 0              | 0              | 0              | 0              | 0        | 0      | 0           | 0          |
| A. Antunes     | 7                | 1                | 0                | 0                | 1              | 1              | 0              | 0              | 8        | 2      | 0           | 0          |
| W. Barbosa     | 2                | 0                | 0                | 0                | 0              | 0              | 0              | 0              | 2        | 0      | 0           | 0          |
| R. Busset      | 5                | 0                | 1                | 0                | 2              | 0              | 1              | 0              | 7        | 0      | 2           | 0          |
| J. Castanheira | 0                | 0                | 0                | 0                | 0              | 0              | 0              | 0              | 0        | 0      | 0           | 0          |
| B. Cespedes    | 17               | 1                | 4                | 1                | 1              | 0              | 1              | 0              | 18       | 1      | 5           | 1          |
| M. Chagas      | 32               | 14               | 3                | 0                | 2              | 1              | 0              | 0              | 34       | 15     | 3           | 0          |
| T. Cognat      | 35               | 2                | 5                | 0                | 2              | 1              | 0              | 0              | 37       | 3      | 5           | 0          |
| K. Duah        | 11               | 2                | 0                | 0                | 0              | 0              | 0              | 0              | 11       | 2      | 0           | 0          |
| D. Follonier   | 30               | 3                | 1                | 0                | 2              | 0              | 0              | 0              | 32       | 3      | 1           | 0          |
| J. Frick       | 31               | 0                | 1                | 0                | 2              | 0              | 0              | 0              | 33       | 0      | 1           | 0          |
| D. Iapichino   | 14               | 2                | 4                | 0                | 0              | 0              | 0              | 0              | 14       | 2      | 4           | 0          |
| K. Imeri       | 29               | 3                | 5                | 0                | 1              | 2              | 0              | 0              | 30       | 5      | 5           | 0          |
| J. Kiassumbua  | 5                | 0                | 0                | 0                | 0              | 0              | 0              | 0              | 5        | 0      | 0           | 0          |
| K. Koné        | 20               | 11               | 2                | 0                | 0              | 0              | 0              | 0              | 20       | 11     | 2           | 0          |
| S. Lang        | 6                | 0                | 1                | 0                | 1              | 0              | 0              | 0              | 7        | 0      | 1           | 0          |
| A. Maccoppi    | 24               | 1                | 3                | 0                | 1              | 0              | 0              | 0              | 25       | 1      | 3           | 0          |
| C. Mfuyi       | 17               | 0                | 1                | 1                | 0              | 0              | 0              | 0              | 17       | 0      | 1           | 1          |
| N. Omeragic    | 0                | 0                | 0                | 0                | 1              | 0              | 0              | 0              | 1        | 0      | 0           | 0          |
| S. Ratcliff    | 0                | 0                | 0                | 0                | 0              | 0              | 0              | 0              | 0        | 0      | 0           | 0          |
| S. Rouiller    | 35               | 2                | 4                | 0                | 1              | 0              | 0              | 0              | 36       | 2      | 4           | 0          |
| C. Routis      | 29               | 1                | 4                | 0                | 2              | 1              | 1              | 0              | 31       | 2      | 5           | 0          |
| S. Sarr        | 11               | 0                | 1                | 0                | 1              | 0              | 1              | 0              | 12       | 0      | 2           | 0          |
| A. Sauthier    | 32               | 2                | 5                | 0                | 1              | 0              | 0              | 0              | 33       | 2      | 5           | 0          |
| A. Schalk      | 27               | 9                | 1                | 0                | 1              | 0              | 0              | 0              | 28       | 9      | 1           | 0          |
| M. Sestito     | 0                | 0                | 0                | 0                | 0              | 0              | 0              | 0              | 0        | 0      | 0           | 0          |
| Y. Severin     | 23               | 2                | 0                | 0                | 1              | 0              | 0              | 0              | 24       | 2      | 0           | 0          |
| B. Souare      | 2                | 0                | 0                | 0                | 1              | 0              | 0              | 0              | 3        | 0      | 0           | 0          |
| D. Stevanović  | 2                | 0                | 0                | 0                | 0              | 0              | 0              | 0              | 2        | 0      | 0           | 0          |
| M. Stevanović  | 34               | 11               | 2                | 0                | 2              | 0              | 0              | 0              | 36       | 11     | 2           | 0          |
| I. Strohbach   | 1                | 0                | 0                | 0                | 0              | 0              | 0              | 0              | 1        | 0      | 0           | 0          |
| N. Vouilloz    | 0                | 0                | 0                | 0                | 0              | 0              | 0              | 0              | 0        | 0      | 0           | 0          |
| S. Wüthrich    | 31               | 11               | 6                | 0                | 1              | 1              | 0              | 0              | 32       | 12     | 6           | 0          |